# باشگاه فوتبال او و ام
باشگاه فوتبال او و ام یک تیم فوتبال مستقر در سانتو دومینگو، جمهوری دومینیکن است. این تیم  در حال حاضر در لیگ فوتبال دومینیکن بازی می‌کند.